# Martine De Maght
Martine A.P. De Maght, née le 9 novembre 1965 à Alost est une femme politique belge flamande, ex-membre de Lijst Dedecker. Elle est la fille de la femme politique libérale Annie De Maght.
Elle est fonctionnaire.
Le 11 juin 2010, elle annonce qu'elle quitte la Lijst Dedecker.

## Fonctions politiques
- Conseillère communale d'Alost
- Ancienne membre du CPAS d'Alost
- Députée fédérale du 10 juin 2007 au 6 mai 2010.